# فهرست آثار درباره محمدرضا شجریان
چندین اثر از جمله کتاب و فیلم مستند در مورد محمدرضا شجریان و آثارش نوشته یا ساخته شده که برخی از آنها در ادامه معرفی شده‌اند.

## کتاب
برخی از کتاب‌های نوشته شده در مورد محمدرضا شجریان:
- «راز مانا: (زندگی و دیدگاه‌های استاد محمدرضا شجریان)»، گفتگو و تدوین: محسن گودرزی، محمدجواد غلامرضاکاشی و علی‌اصغر رمضان‌پور، انتشارات گام نو.[۱][۲]
- «هزار گلخانه آواز»، به کوشش کاظم مطلق و مهدی عابدینی، معرفی ردیف‌های آوازی توسط حمید جواهریان، انتشارات فراگفت.[۳]
- «لطیفهٔ نهانی (گزیدهٔ گفتگوها و گفتارهای استاد محمدرضا شجریان و نقد و نظرهایی دربارهٔ او و آثارش)»، گردآورنده: ذبیح‌الله حبیبی نژاد، انتشارات مؤسسهٔ فرهنگی هنری ماهور.[۴]
- «خسرو خوبان»، مهران حبیبی نژاد، انتشارات شلفین[۵]
- «نغمه‌های سیاووش، متن آوازها و تصنیف‌های ۵۱ نوار کاست و سی‌دی استاد محمدرضا شجریان»، محمد حکیمی کاخکی، انتشارات نی‌نگار[۶][۷]
- «سروش مردم، زندگی و اندیشه‌های استاد محمدرضا شجریان»، عرفان قانعی فرد، انتشارات دادار[۸][۹]

## فیلم
همچنین تعدادی فیلم مستند در مورد زندگی و آثار محمدرضا شجریان ساخته شده‌اند، از جمله:
- شجریان، پژواک روزگار، صادق صبا، تلویزیون بی‌بی‌سی فارسی[۱۰] (فیلم در یوتیوب)
- شجریان، از سپیده تا فریاد، شبکه افق[۱۱][۱۲]
- همسفر با مرغ سحر، حسن سربخشیان (فیلم در یوتیوب)
- The Voice of Dust and Ash

## عکس
- پرتره، مهرداد اسکویی (در کتابِ یاد و نگاه) (۱۳۷۷)

## شعر
- شعری از هوشنگ ابتهاج با اشاره به اثر ربنا:

| قدسیان می‌دمند نای تو را   |  | تا خدا بشنود نوای تو را |
| آسمان پهن کرده گوش که باز |  | بشنود بانگ ربنای تو را  |

- شعری از اسماعیل خویی (با مطلعِ «صدای تو را دوست دارم»)[۱۳]
- شعری از محمّدرضا شفیعی کدکنی (با مطلعِ «بخوان که از صدای تو سپیده سر برآورد / وطن، زِ نو، جوان شود دمی دگر برآورد»)[۱۴]
- شعری از بهرام بیضایی (با مطلعِ «روز غم باز به نوروز افتاد / دشمنِ عشق چُو پیروز اُفتاد») که بهرام بیضایی پس از تأثر ناشی از مشاهدهٔ پیام ویدئویی محمدرضا شجریان برای تبریک نوروز ۱۳۹۵ و اعلام بیماری خود برای وی سرود.[۱۵]
- شعری از بهرام بیضایی (با مطلعِ «ز ما رفت در خاک گنجینه‌ای / ز فرهنگ و آواز، آیینه‌ای») که پس از درگذشت محمدرضا شجریان سروده شده.[۱۶]

## مقاله
- در کتابِ سی چهره ۲ (۱۴۰۲) عبّاس میلانی